# 제1대 색빌 자작 조지 저메인
조지 색빌, 제1대 색빌 자작(George Sackville, 1st Viscount Sackville, 1716년 1월 26일 - 1785년 8월 26일, 추밀원 고문관 초대 색빌 자작) 또는 저메인 경(Lord George Germain)은 영국의 군인이자, 정치인이다. 미국 독립 전쟁 중에는 프레드릭 노스 경 내각의 미국 식민지 담당 장관을 지냈다. 저메인의 집권으로 영국이 미국 식민지를 잃었다고 큰 비난을 받았다. 저메인이 기획한 군사 관련 세부 지침은 그가 식민지의 지리와 식민지 사람들의 결의를 이해하지 못한 것으로도 이 같은 비난을 당한 근원이 되었다.
저메인은 아일랜드 총독으로 초대 도싯 공작 라이오넬 클랜필드 색빌의 3남으로 태어났다. 저메인은 1737년에 더블린에 있는 트리니티 컬리지를 졸업하고 군대에 들어갔다. 저메인 경력에는 두 가지 흐름이 있었다. 군대에서의 경력은 오스트리아 왕위 계승 전쟁, 7년 전쟁 등에서 민덴 전투와 같이 결정적인 여러 번의 공을 쌓았지만, 군법 회의에서 끝났다. 정치 경력은 1782년 노스 프레드릭 내각에서 미국 식민지의 상실과 함께 끝났다.

## 군 경력
저메인의 군 경력은 제7기병대 (이후 제6 드래군 가즈)에서 대위로 시작했다. 1740년, 저메인은 글로스터셔 보병 연대에 중령으로 전속했다. 이 연대는 오스트리아 왕위 계승 전쟁에서 독일에 파견되었다. 1743년에 명예 승진으로 대령으로 집급했고, 1745년의 퐁트누아 전투에서는 컴벌랜드 공 윌리엄 오거의 보병 부대를 이끌고 참전했다. 이때 저메인은 포로가 되었지만, 부상당했기 때문에 프랑스군은 정중하게 취급하여 석방했다. 저메인은 귀국해서 제 20 보병연대의 대령으로 스코틀랜드에 주둔했다.
1747년과 1748년 사이에 저메인 다시 컴벌랜드 공작 부대에 참가하고 제 7 아일랜드 기병대 대령으로 네덜란드에서 종군했다. 전쟁 사이에 군복무를 쉬면서, 저메인 아버지의 제 1 비서관과 아일랜드 의회 의원을 지냈다.
7년 전쟁이 발발하자 저메인은 다시 현역으로 복귀하여, 1755년에는 소장으로 승진했고 규율을 감독하는 직무에 올랐다. 1758년, 저메인은 제 4연대를 지휘하는 말보로 공작 찰스 스펜서의 부대에 중장으로 참전했다. 이 부대는 독일 브라운슈바이크 페르디난트의 동맹군과 합류했다. 말보로 공작이 죽자 저메인이 영국군의 지휘관이 되었다.

### 민덴 전투
1759년 8월 1일 민덴 전투에서 영국군과 동맹군은 프랑스군의 중앙에 미친듯이 용감한 공격을 성공했다. 그 공격 부대는 프랑스 기병대가 다가오는 가운데 마지막 순간까지 모아두고 9m도 안 되는 가까운 거리에서 일제 사격으로 격파했다. 프랑스군이 철수를 시작하자 페르디난트는 숨통을 끊기 위해 영국 기병대에게 돌격을 요구했지만, 저메인은 그 명령을 허가하지 않았다. 페르디난트가 여러 번 요청을 반복했지만, 저메인은 작전 지휘관인 그랜비 경과 사이가 좋지 않았기 때문에 그랜비 경에게 ‘영광의 승리’를 줄 수 있는 허가를 하지 않았고, 연합군은 결정적인 승리를 거둘 수 있는 기회를 놓치고 말았다. 그 결과 저메인은 면직되어 귀국을 당했다.

### 군법 회의
저메인은 명령 불복종에 대한 책임을 지는 것을 거부했다. 영국으로 돌아온 저메인은 군법 회의를 열 것을 요구했고 1760년에 그 요청이 수용되었다. 그러나 군법 회의 결과 유죄를 선고받았고, 장군직에 있는 고관으로서는 전례 없는 이상한 무거운 판결을 받았다. 판결은 저메인의 불명예 제대를 승인하고 저메인은 ‘영국군의 임무에 부적합하다’라고 나와있었으며, 이 판결문을 영국군 모든 연대가 열람할 수 있도록 기록 했다. 국왕은 추밀원 지도자 명단에서 그의 이름을 제외시켰다.

## 정치 경력
저메인은 1741년 이후 여러 차례 의회 의원을 역임했다. 더블린과 웨스트민스터(런던)에서 두 곳 모두에서 동시에 여러 번의 임기를 맡았지만, 당파에 치우치지는 않았다.
1760년에 조지 3세가 왕좌를 이어받자 정치적 명예 회복을 시작했다. 7년 전쟁이 유럽에서 정체되어 있었지만, 부정적인 영향은 없었다. 프랑스에 승리를 거둠으로써 식민지 제국이 된 영국은 전쟁을 망각하고 있었다. 영국이 전쟁으로 지게 된 막대한 부채 상환이 어려워지면서 불안정한 내각으로 이어졌고, 정당의 이합집산을 계속되었다. 1763년 국왕 조지 3세는 눈에 띄지 않게 저메인을 추밀원 고문으로 돌려보냈다.
처음에 그는 조지 그렌빌의 추종자였지만, 점점 노스 경의 지지로 돌아서게 되었고, 1769년에는 그 입장을 분명히 했다. 1769년 저메인의 아내 엘리자베스가 사망하면서, 상속인이 없었기 때문에 모든 유산을 저메인이 상속했다. 이것은 저메인의 재정 상태를 개선시켰을 뿐만 아니라, 명성을 올릴 기회도 제공하게 됐다. 1770년 이후 조지 저메인 경이 되었다.
1775년 11월 10일, 저메인은 미국 식민지 담당 장관으로 지명되었다. 이때 노스 프레드릭 내각에는 세 명의 각료가 있었다. 유럽 담당관 한명과, 미국 담당관 한명, 그리고 기타 지역을 담당한 사람이 있었다. 대외 관계 이외에, 이 장관은 식민지의 관리와 그 지역에서의 군사 작전의 책임을 맡았다.
이 자리는 식민지 반란을 억제하는 주요 책임자 자리였다. 저메인은 장군을 승진시키거나, 해임할 수 있고, 자금이나 물자를 집행할 수 있으며, 전쟁의 전략 수립에도 참여하게 되었다.
저메인과 총리인 노스 프레드릭 경은 직면한 전쟁에 대해 세 가지 가정을 세웠다. 하나는 미군은 영국군에게는 이길 수 없다는 것. 두 번째는 이 전쟁은 과거에 유럽 전투에서 성공한 온 전쟁과 비슷하다는 것. 세 번째는 영국의 승리로 식민지의 동맹이라는 목표에 도달하는 것이었다. 이 가정은 모두 뒤집어졌다.
1776년, 저메인은 존 버고인 장군과 함께 새러토가 방면 작전을 계획하고, 지원하는 명령을 내렸다. 그러나 한편으로 윌리엄 하우 장군이 내린 명령이 분명하지 않아서 작전은 실패로 돌아갔다. 1781년에는 찰스 콘월리스 장군과 헨리 클린턴 장군에 대한 명령이 얽혀서, 요크타운의 상실로 이어졌다.

## 독립 전쟁 이후

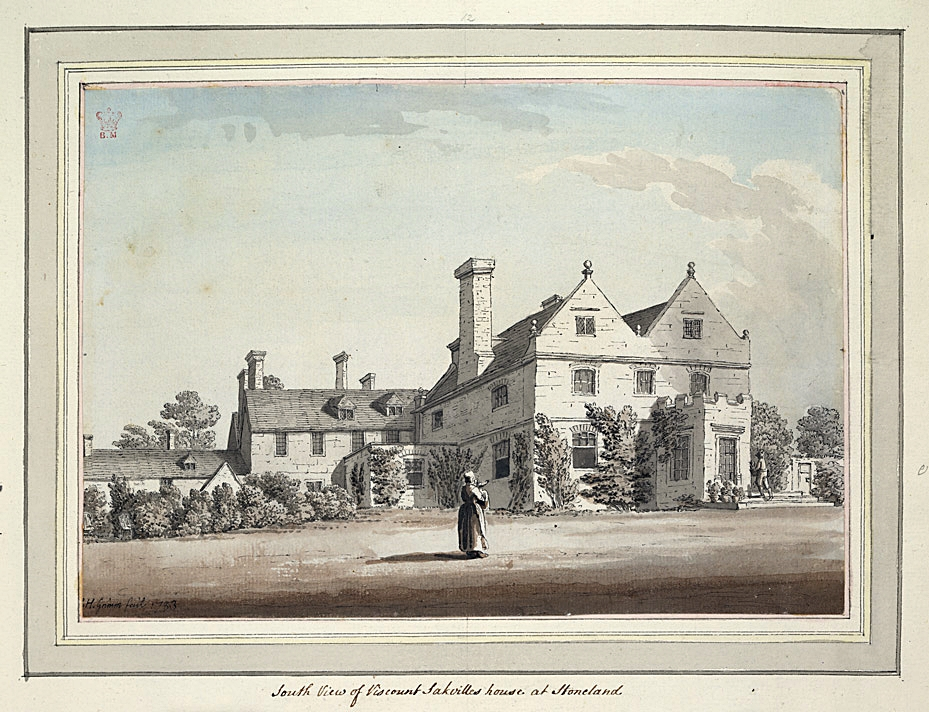
서섹스의 스톤랜드 랏지

1782년에 노스 프레드릭이 하야하자, 저메인은 각료뿐만 아니라 의석도 포기하게 되었다. 색빌 경의 전쟁 처리에 관한 논란은 계속되었다. 어떤 회원들은 저메인을 상원에 받아들이는 것조차 전례없는 반대를 제기하는 사람도 있었다. 그럼에도 불구하고, 그는 상원에 받아들여 졌으며, 서로우 경에 의한 든든한 옹호를 받았다. 그가 건강이 악화되었기 때문에 이러한 논란은 약화되었다. 저메인은 서섹스 스톤랜드 롯지의 집에 은퇴를 하고 돌아와 1785년에 죽었다.

## 참고 문헌
2차 문헌
- Gruber, Ira D. "Lord Howe and Lord George Germain, British Politics and the Winning of American Independence." William and Mary Quarterly (1965): 225-243. in JSTOR
- Kyte, George W. "Plans for Reconquest of the Rebellious Colonies in America." Historian 10.2 (1948): 101-117.
- O'Shaughnessy, Andrew Jackson. The Men who Lost America: British Leadership, the American Revolution, and the Fate of the Empire (Yale UP, 2014).
- Weddle, Kevin J. "" A Change of Both Men and Measures": British Reassessment of Military Strategy after Saratoga, 1777-1778." Journal of Military History 77.3 (2013).
- Willcox, William B. "British Strategy in America, 1778." Journal of Modern History (1947): 97-121. in JSTOR
- Waite, Arthur Edward (2007). 《A New Encyclopedia of Freemasonry》. vol. I. Cosimo, Inc. 400쪽. ISBN 1-60206-641-8.